# Brahmidia hearseyi
Brahmidia hearseyi är en fjärilsart som beskrevs av White 1862. Brahmidia hearseyi ingår i släktet Brahmidia och familjen Brahmaeidae. Inga underarter finns listade i Catalogue of Life.

## Bildgalleri

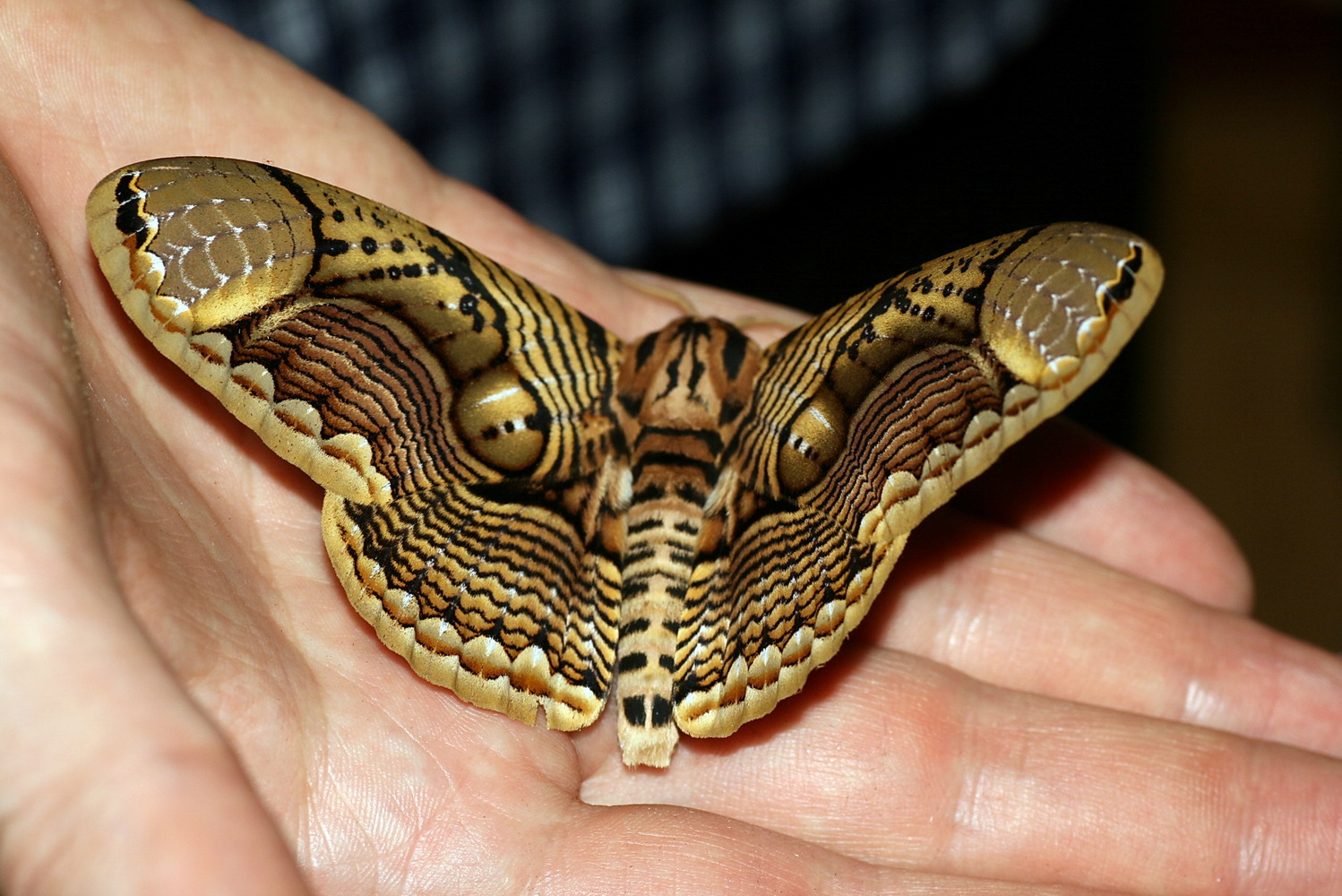
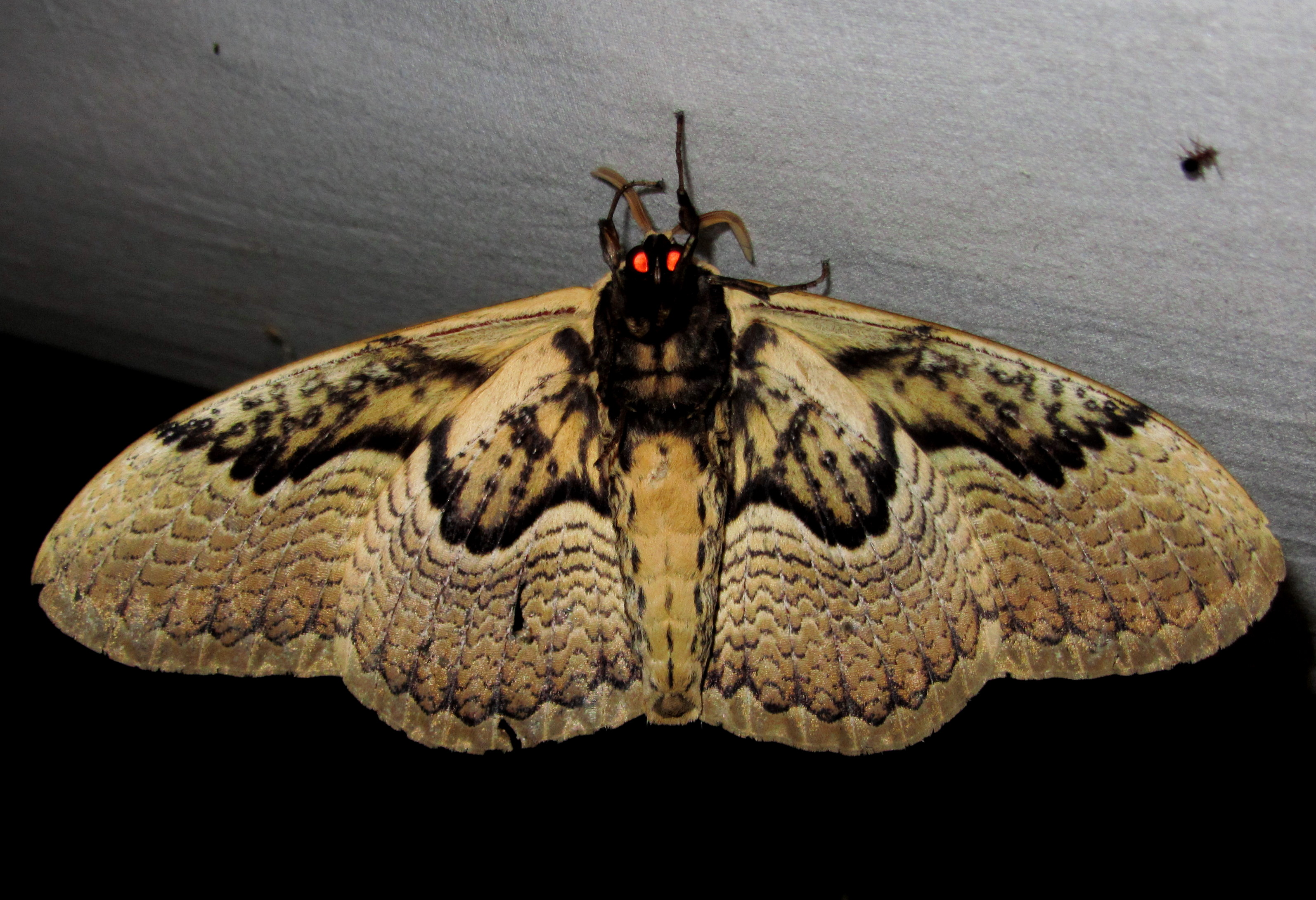
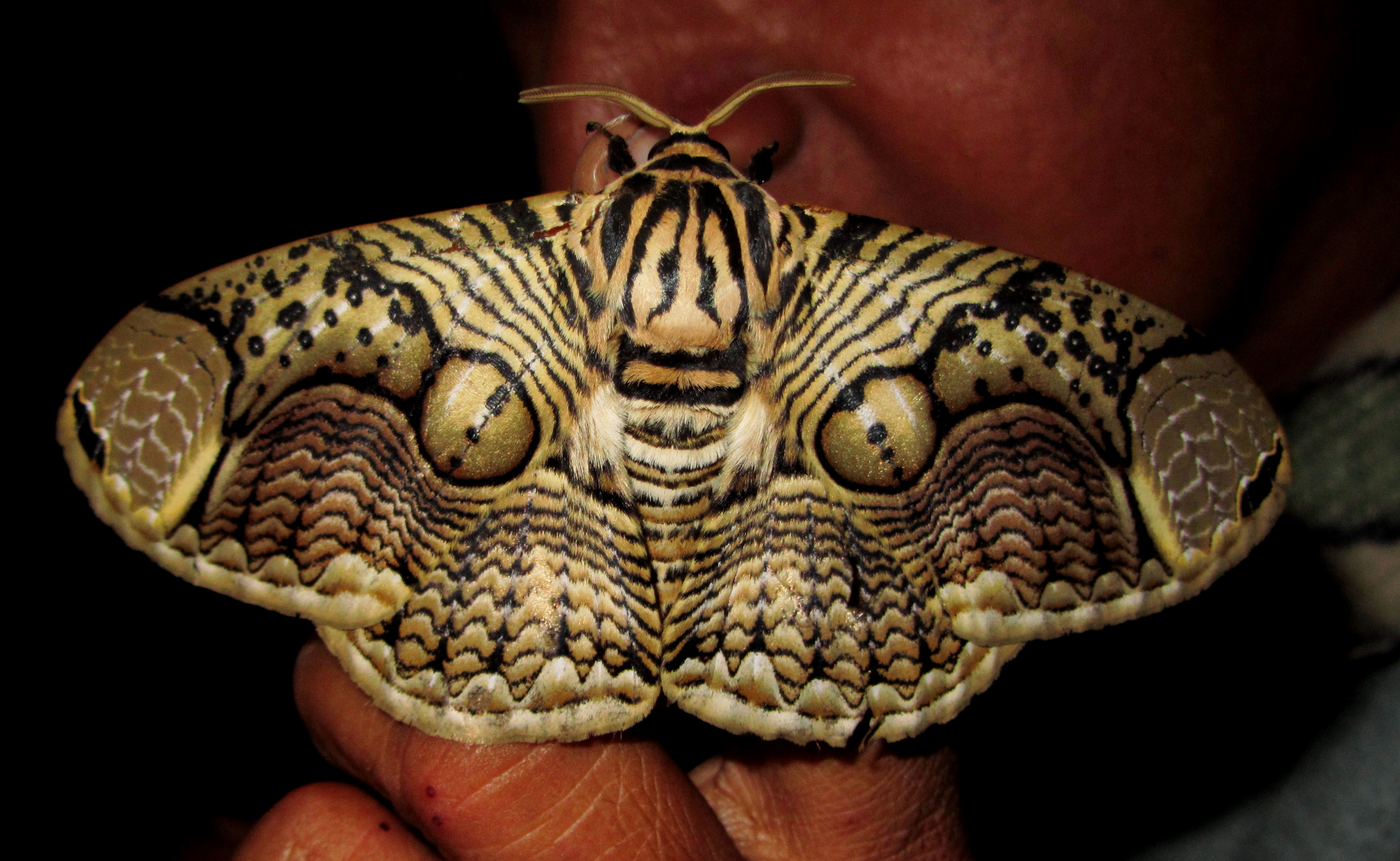
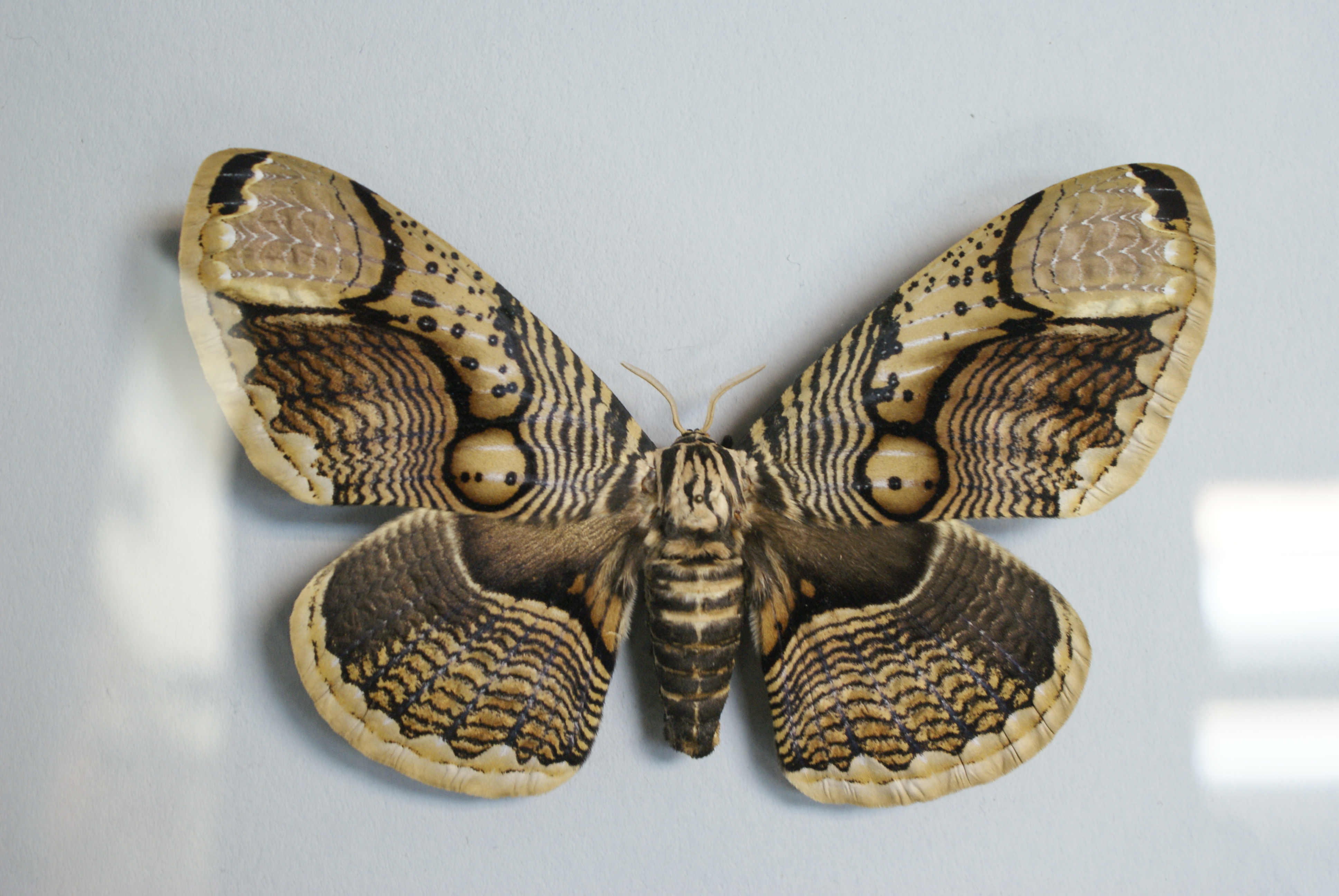